# Ataenius ecruensis
Ataenius ecruensis är en skalbaggsart som beskrevs av Zdzisława Stebnicka och Lago 2005. Ataenius ecruensis ingår i släktet Ataenius och familjen Aphodiidae. Inga underarter finns listade.